# Alba de los Cardaños
Alba de los Cardaños es una localidad española del municipio de Velilla del Río Carrión, perteneciente a la provincia de Palencia, en la comunidad autónoma de Castilla y León. Está en la ribera del embalse de Camporredondo. 

## Geografía

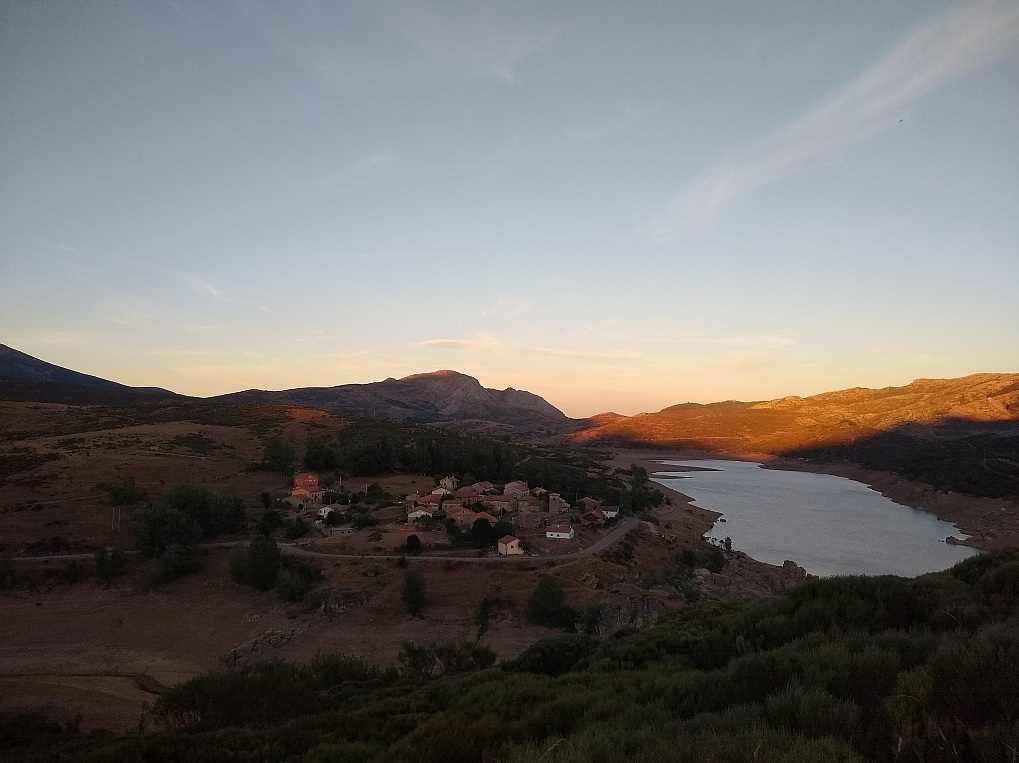
Vista de uno de los dos barrios de Alba de los Cardaños desde el mirador

Cuenta con dos barrios divididos por el pantano de Camporredondo, antiguamente contaba con tres barrios, uno de ellos (barrio del Río) desapareció con la construcción del embalse de Camporredondo, la iglesia de este barrio fue trasladada a orillas del embalse entre los dos barrios.

## Historia

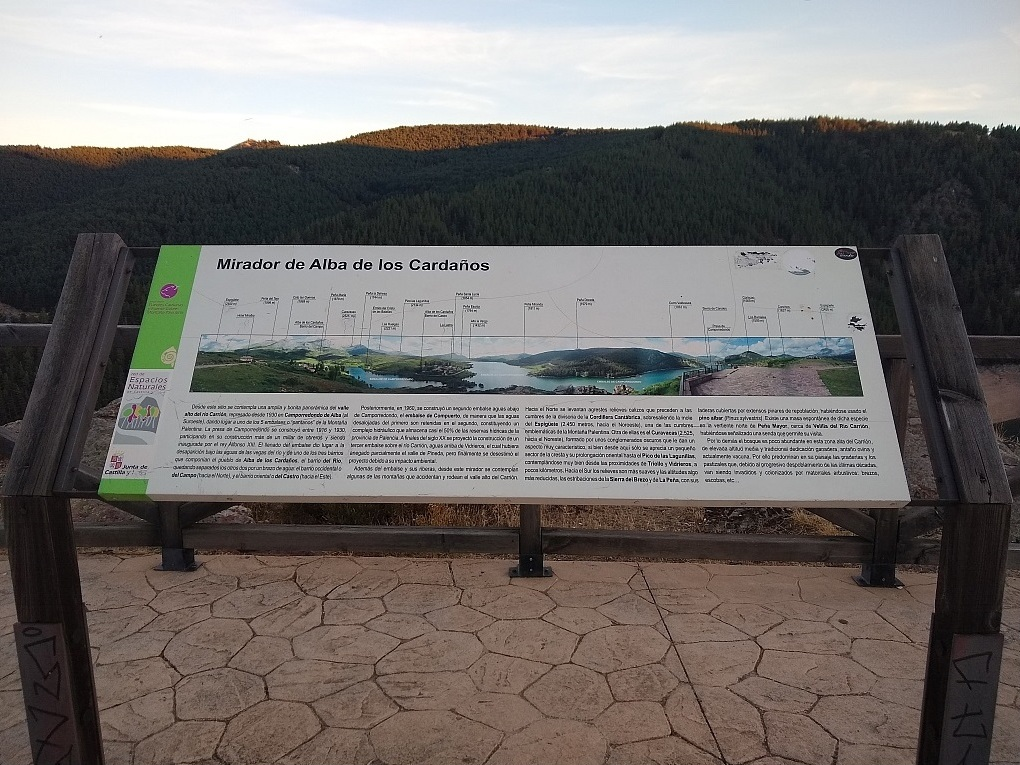
Mirador de Alba de los Cardaños

A la caída del Antiguo Régimen la localidad se constituye en municipio constitucional que en el censo de 1842 contaba con 44 hogares y 929 vecinos. A mediados del siglo XIX crece el municipio al incorporar dos municipios: Cardaño de Abajo y Cardaño de Arriba. 
Fue municipio independiente hasta el año 1974, cuando pasó a formar parte del municipio de Velilla del Río Carrión. El 26 de febrero de 1982 se constituyó su Junta Vecinal disolviéndose el 2 de mayo de 1991 pasado a depender desde entonces de Velilla del Río Carrión.
En 2009 las administraciones regionales y locales firmaron un convenio para la construcción de un centro de interpretación de la naturaleza en Alba, financiado con fondos del plan MINER.

## Demografía
| Gráfica de evolución demográfica de Alba de los Cardaños entre 1842 y 1970 |
| |
| Población de derecho según los censos de población del INE Población de hecho según los censos de población del INEEntre el censo de 1857 y el anterior, crece el término del municipio porque incorpora a 345023 (Cardaño de Abajo) y 345024 (Cardaño de Arriba) Entre el censo de 1981 y el anterior, este municipio desaparece porque se integra en el municipio 34199 (Velilla del Río Carrión) |

| 1940 | 1960 | 1980 | 2000 | 2001 | 2002 | 2003 | 2004 | 2005 | 2006 | 2007 | 2008 | 2009 | 2010 | 2011 |
| 201  | 194  | 73   | 35   | 35   | 34   | 33   | 33   | 32   | 28   | 32   | 31   | 31   | 28   | 29   |

Evolución de la población en el siglo XXI
| Gráfica de evolución demográfica de Alba de los Cardaños entre 2000 y 2020 |
|                                                                            |
| Población de derecho (2000-2020) según el padrón municipal del INE         |

## Festividades

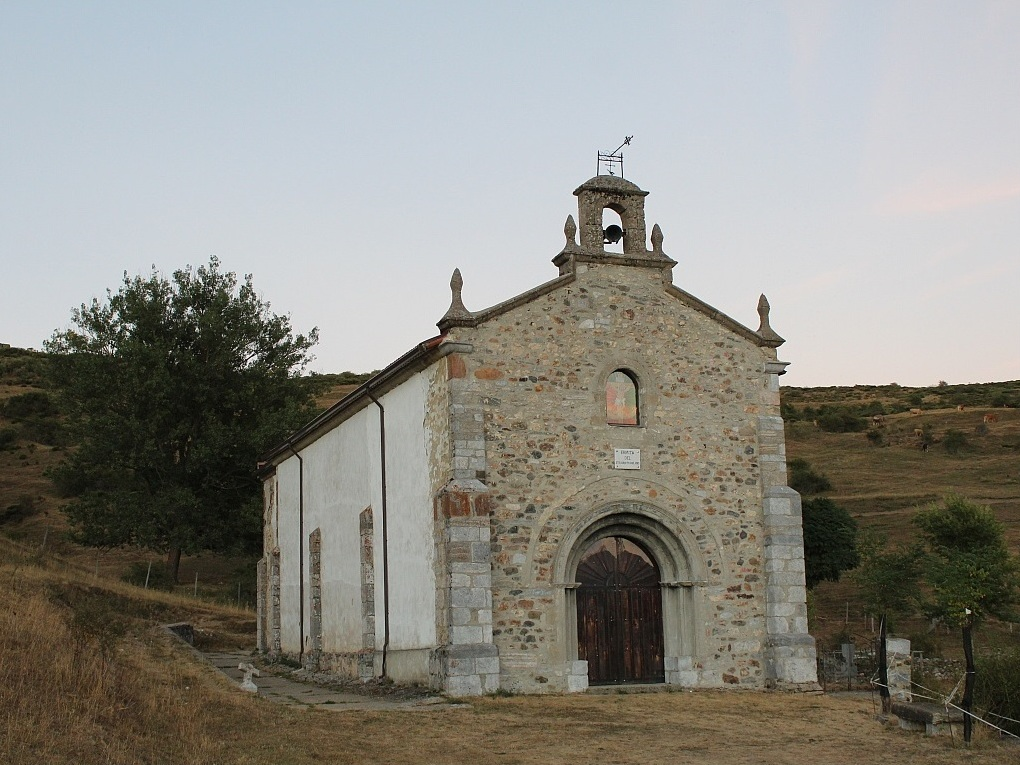
Ermita del Santo Cristo del Río

Las fiestas en Alba de los Cardaños se celebran en las siguientes fechas:
- Fiesta del Bendito Cristo del Río: Segundo domingo del mes de julio. Se oficia una santa misa en la ermita del Cristo del Río. Posteriormente se lleva al Cristo en procesión al prado que está tras la ermita. Los hermanos de la Cofradía del Bendito Cristo del Río son nombrados y veneran al Cristo (besándole los pies). Finalizado el acto se le devuelve a la ermita.
- Fiesta de los Pastores de la Montaña Palentina: Se celebra en las laderas del pico Espigüete junto al pantano de Camporredondo (en el paraje llamado Puente de Agudín). Se festeja el tercer fin de semana de julio.
- Fiesta de los Beatos de Alba: Tercer domingo del mes de julio. Se rememora la historia de los beatos mártires de Alba de los Cardaños.

## Personas notables
- Luis Sierra. Exfutbolista profesional que jugó en primera división en el  Sporting de Gijón y el C. P. Mérida.
- Justiniano Cuesta Redondo. Fraile pasionista que el papa Juan Pablo II beatificó el 1 de octubre de 1989 en Ciudad del Vaticano. Venerado en la ermita del Bendito Cristo del Río en Alba de los Cardaños.[10]
- Pedro Largo Redondo. Fraile pasionista a quien el papa Juan Pablo II beatificó el 1 de octubre de 1989 en Ciudad del Vaticano. Al igual que el anterior, venerado en la ermita del Bendito Cristo del Río.[10]